# Dutenhofen
Dutenhofen è una frazione della città tedesca di Wetzlar, nell'Assia. Conta (2008) 3.143 abitanti.

## Storia
Dutenhofen costituì un comune autonomo fino al 31 dicembre 1976, quando con altri 13 comuni e le città di Gießen e Wetzlar andò a formare la nuova città di Lahn, divenendone un quartiere (Stadtteil) compreso nel distretto urbano omonimo (Stadtbezirk Dutenhofen).
Il 31 luglio 1979, a seguito delle proteste della cittadinanza, la città di Lahn fu disciolta; tuttavia Dutenhofen non recuperò la propria indipendenza, ma divenne una frazione di Wetzlar.